# Dmitri Iwanowitsch Ilowaiski

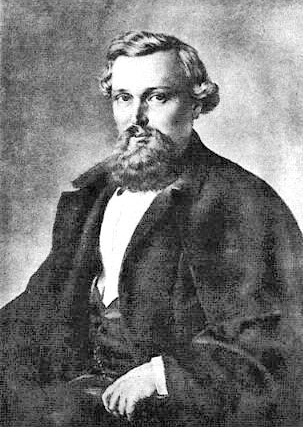
Dmitri Ilowaiski

Dmitri Iwanowitsch Ilowaiski (russisch Дми́трий Ива́нович Илова́йский; * 30. Januarjul. / 11. Februar 1832greg. in Ranenburg; † 15. Februar 1920 in Moskau) war ein bedeutender russischer Historiker und Publizist.

## Leben
Ilowaiski, Sohn eines Gutsverwalters der Gräfin von der Pahlen, besuchte die Ranenburger öffentliche Schule und 1845–1850 das Rjasaner Jungengymnasium. 1850–1854 studierte er an der Universität Moskau in der Historisch-Philologischen Fakultät. Nach Abschluss des Studiums wollte er in den Militärdienst eintreten, was ihm aber wegen des Verdachts auf Tuberkulose abgelehnt werden musste. Da er als öffentlich geförderter Student verpflichtet war, mindestens sechs Jahre für das Ministerium für Volksbildung zu arbeiten, kehrte er nach Rjasan zurück, um an dem vertrauten Gymnasium zu unterrichten und auf Vorschlag des damaligen Vize-Gouverneurs Michail Jewgrafowitsch Saltykow-Schtschedrin die Literaturabteilung der Gouvernementszeitung zu leiten.
1858 legte Ilowaiski seine Magister-Dissertation Die Geschichte des Fürstentums Rjasan der Universität Moskau vor. Er verteidigte sie in Anwesenheit des Rektors erfolgreich gegen die offiziellen Opponenten Sergei Michailowitsch Solowjow und Stepan Wassiljewitsch Jeschewski und die Kritik von Ossip Maximowitsch Bodjanski und Sergei Michailowitsch Schpilewski, so dass er zum Magister promoviert und die Dissertation auf öffentliche Kosten veröffentlicht wurde. Für seine Dissertation wurde er mit dem kleinen Uwarow-Preis der Akademie der Wissenschaften ausgezeichnet. Dank der Hilfe Graf Alexei Sergejewitsch Uwarows erhielt er eine Oberlehrerstelle am Dritten Moskauer Gymnasium am Lubjanka-Platz. In Moskau schloss er sich einem Kreis junger Wissenschaftler um den Historiker Konstantin Nikolajewitsch Bestuschew-Rjumin (1829–1897) an, mit denen er freundschaftlich verbunden blieb.
1860 wurde Ilowaiski zum Adjunkten am Lehrstuhl für Allgemeine Geschichte der juristischen Fakultät der Moskauer Universität berufen, aber schon 1861 wurde er per Ukas aus St. Petersburg zum Auslandsstudium zur Vorbereitung auf das Professorenamt abgeordnet. Bei seiner Rückkehr 1862 bat er um seine Entlassung, da er sich der gleichzeitigen Lehre und Forschung nicht gewachsen fühlte. Er widmete sich nun der wissenschaftlichen und publizistischen Arbeit. Ebenso lehnte er 1865 einen Ruf an die Universität Kiew ab.
Mit seinem Lehrbuch der Geschichte, das mehr als 150 Auflagen erreichte, bildete Ilowaiskij viele Generationen von Gymnasiasten aus, und von seinen Publikationen konnte er gut leben. 1870 verlieh ihm die Moskauer Universität den Titel eines Doktors der russischen Geschichte. Intensiv beschäftigte er sich mit der Rus und der Entstehung des russischen Volkes, wobei er zum Kritiker der normannischen Theorie wurde. Auch ordnete er den Slawen eine große Rolle in der Völkerwanderung und eine wichtige Rolle in dem Bund der Hunnen zu. 1881 nach der Ermordung Alexander II. gehörte er zu den ersten, die eine revolutionäre Bewegung in Russland für fremdartig und ein blindes Werkzeug in den Händen von Polen und Juden hielten. Nach der Revolution 1905 entwickelte er sich vom Normal-Konservativen zum Radikal-Konservativen und trat in dem Bund des russischen Volkes und anderen monarchistischen Organisationen auf. 1897–1916 gab er die rechts-konservative Zeitung Der Kreml heraus mit überwiegend eigenen Beiträgen. Nach der Oktoberrevolution wurde er mehrmals von der Tscheka verhaftet.
Ilowaiskis Tochter Warwara Dmitrijewna Ilowaiskaja war die erste Frau des Altphilologen und Gründers des Puschkin-Museums Iwan Wladimirowitsch Zwetajew.